# 葫芦藓目
葫芦藓目（学名：Funariales）是真藓纲下的一个目。

## 下属分类
本目包括以下科：
- 细蒴藓科 Disceliaceae
- 夭命藓科 Ephemeraceae
- 葫芦藓科 Funariaceae
- 大蒴藓科 Gigaspermaceae
- 长台藓科 Oedipodiaceae
- 壺蘚科 Splachnaceae
- 短壶藓科 Splachnobryaceae